# Paratalanta taiwanensis
Paratalanta taiwanensis là một loài bướm đêm trong họ Crambidae.